# Джими Картър
Джеймс (Джими) Ърл Картър-младши (на английски: James Earl "Jimmy" Carter, Jr.), роден на 1 октомври 1924 г., починал на 29 декември 2024 г., е 39-ият президент на САЩ (1977 – 1981) и носител на Нобелова награда за мир през 2002 г.
Президентството на Картър е белязано със застой след Виетнамската война, скандала Уотъргейт и икономически трудности. Някои от неговите значими достижения са създаването на национална енергийна политика и консолидация на федералните агенции. Той въвежда строго законодателство за защита на околната среда, дерегулира въздушната, железопътната, финансовата, комуникационната и петролната индустрия; помага на социалната система и назначава рекорден брой жени и представители на малцинствата на значими държавни и съдебни позиции. В областта на външната политика постиженията на Картър включват Споразумението от Кемп Дейвид, Договорите за Панамския канал, установява пълни дипломатически отношения с Китай. В допълнение той е поддръжник на човешките права и ги поставя в центъра на своята политика.
Кризата със заложници в Иран е една от причините за неговата загуба на изборите през 1980 г. След силната негативна реакция на международната общност срещу инвазията на Съветския съюз в Афганистан, администрацията на Картър остава индиферентна и влиянието на Америка започва да намалява. В същото време лихвите по кредитите стигат до най-високия си размер след Втората световна война и администрацията замразява цените на петрола в отговор на натиска на ОПЕК. Въпреки че собствената му партия контролира Конгреса, администрацията му се оказва неспособна да реформира данъчната система и да приложи националния здравен план, както е обещал по време на предизборната си кампания.
В годините след напускане на длъжността, Картър си спечелва славата на уважаван държавник и международен посредник. Той използва престижа си на бивш президент, за да подпомогне много благотворителни каузи. Той е основател на „Центъра Картър“ – организация, която е в подкрепа на демокрацията и човешките права. Картър пътува много, за да наблюдава провеждането на избори, да участва при преговори и да доставя помощ за нуждаещите се. През 2002 г. Картър печели Нобелова награда за мир за неговите усилия за „намиране на мирно разрешение на международните конфликти, за насърчаването на демокрацията и човешките права, за насърчаване на икономическото и социално развитие.“

## Ранни години
Картър е най-възрастният от четирите деца на Джеймс Ърл Картър и Беси Лилиан Горди. Той е първият президент, роден в болница. Той е роден в Плейнс, Джорджия. Картър е надарен ученик още ранна детска възраст, който винаги се е наслаждавал на четенето. Посещава гимназията Плейнс и е звезда в баскетбола и американския футбол. Той е силно повлиян от една от своите учителки – Джулия Колман. Госпожа Колман е увредена от детски паралич и тя насърчава младия Джими да чете „Война и мир“, той споменава обичаната си учителка в речта за встъпване в длъжност като пример на човек, който се справя с връхлетелите го трудности.
Братът на Картър, Били (1937 – 1988), предизвиква някои трудности за президента по време на мандата му; сестрата Глория (1926 – 1990) не придобива особена известност, освен с това, че събира мотори Харли Дейвидсън; другата му сестра Рут (1929 – 1983) става известен евангелист.
Картър посещава Югозападния колеж на Джорджия, Института на технологиите на Джорджия, получава и диплома от Морската академия на САЩ през 1946 г., а същата година се жени за Розалин Смит, двамата имат трима сина. След завършването на обучението си Картър се занимава с изучаване на ядрена физика и реакторна технология.
Картър служи на подводници в атлантическия и тихоокеанския флот. Специално е избран за участие в програмата на САЩ за атомни подводници и става квалифициран ядрен инженер. Военният, който го избира за програмата – адмирал Риковър е строг офицер и има изключително влияние върху него. Разказва се историята, че когато адмиралът го интервюира, го пита за неговия чин и клас във военната академия, а Картър отговаря „Сър, завърших 59 от общо 820 випускници.“, Риковър попитал единствено „Вие винаги ли давате най-доброто от себе си?“, Картър е принуден да отговори, че това невинаги е така и адмиралът пита защо. Адмирал Риковър е споменат от Картър в речта си по встъпване в длъжност, той обича флота и дори има желание да прави кариера в него.
След смъртта на баща му през 1953 г. Картър подава оставка от армията и поема семейния бизнес по отглеждане на фъстъци, там претърпява инцидент, който го оставя с постоянно увреден пръст.
От ранна възраст Картър е отдаден на християнската религия, учител е в неделното училище дори по време на политическата си кариера. Дори и като президент Картър се моли по няколко пъти да ден и твърди, че Исус Христос е движеща сила в живота му.

## Ранна политическа кариера
Картър започва своята кариера, като участва в множество местни комисии, ръководещи такива учреждения като училища, болници и библиотеки. През 60-те години служи два мандата в Сената на щата Джорджия. До спечелването на първия мандат се стига трудно, поради множеството фалшификации на сенатора, защитаващ мястото си – включително гласуване от мъртви избиратели, гласуване по азбучен ред и други. Едва след съдебно оспорване победата е присъдена на Картър.
През 1966 г., с края на кариерата му като щатски сенатор, той решава да се кандидатира за Камарата на представителите на САЩ. Опонентът му от Републиканската партия се отказа и се насочва към изборите за губернатор на Джорджия. Картър не иска да види републиканец за губернатор и се отказва от първата си идея, за да се включи в губернаторската надпревара. Картър губи изборите и през следващите четири години се връща към отглеждането на фъстъци и внимателно планира следващата си кампания за губернатор, като произнася повече от 1800 речи из щата.
По време на кампанията от 1970 г. той провежда силно популистична кампания в предварителните избори на Демократическата партия, срещу бившия губернатор Карл Сандърс. Въпреки че Картър никога не е бил сеграгционист – той отказва да се включи към сегрегационистки комитет и това води до бойкот на складовете му и освен това неговото семейство е едно от двете, които гласуват за включването на чернокожи в местната баптистка църква – той говори неща „които сегрегационистите искаха да чуят“. Картър не осъжда губернатора на Алабама, Джордж Уолъс и съветниците, в кампанията му разпространяват снимки на неговия опонент с чернокожи баскетболисти. Той печели първичните избори, а след това и губернаторското място.
По време на речта си за встъпване в длъжност той изненадва щата и печели национална популярност със заявлението си, че времето на сегрегацията е свършило и че расовата дискриминация няма място в бъдещето на щата. Той е първият човек на подобна висока изборна длъжност от Дълбокия Юг, който прави подобно изявление. Такива речи петнадесет години по-рано водят до край на политическата кариера, какъвто е примера с кмета на Атланта Айвън Алън-младши, който свидетелства пред Конгреса в полза на Закона за избирателните права. След тази реч Картър назначава много чернокожи на щатски длъжности, поставя снимка на Мартин Лутър Кинг в щатския парламент, изключително нарушение на тогавашните норми на Юга.
Картър къса с традицията на демократите от Новия курс за разширяване на правителството и предприема стъпки за съкращаване на службите. Като поддръжник на защита на околната среда той се противопоставя на множество публични проекти, като например на изграждането на огромен язовир, като доказва, че са за предпочитане спестяващи разходите алтернативи. Съкращава щатските комисии от 300 на 30, прокарва през местния парламент законодателство за равна помощ за училищата на бедните и богатите области на Джорджия, създава обществени центрове за умствено изостаналите деца, разширява образователните програми за осъдените. По искане на Картър се приети норми за защита на околната среда, защита на историческите ценности и за увеличаване на прозрачността на администрацията.

## Президентската кампания от 1976 г.
По това време губернаторът на Джорджия не е имал право да се кандидатира за два последователни мандата и поради това Картър не може да се състезава в щатските избори през 1974 г. След напускането на губернаторския пост той почва кампанията си за президент почти веднага – в началото на 1975 г. Когато Картътр влиза в първичните избори на Демократическата партия през 1976 г., се е считало, че той има малко шанс срещу другите, по-известни политици. Когато казва на семейството си, че има намерение да се кандидатира за президент, те го питат „Президент на какво?“. По това време скандалът „Уотъргейт“ е още пресен в спомените на избирателите и позицията му на външен човек, без връзки със столицата, се оказва предимство. Централна тема на кампанията му е реформата на правителството.
Картър се превръща в първия „черен кон“ (малко познат кандидат, компромисна фигура, която печели изненадващо) от десетилетия, спечелил номинацията на една от двете големи партии. Той се превръща във водач след първите първични избори на партията му, след като печели в Ню Хампшър. Но въпреки това много анализатори продължават да не го слагат в сметките си. Той печели чрез брилянтна стратегия с две посоки. На юг, където демократите тактически са отстъпили инициативата на популисткия губернатор на Алабама Джордж Уолъс, Картър е любимият син на умерените избиратели. Той се обръща към консервативните християни и селските гласоподаватели. Така на претъпканата с либерали политическа сцена, той успява да спечели солиден блок от северните щати. Отначало смятан само за регионален кандидат, Картър се оказва единствения демократ с истинска национална стратегия и най-накрая това му спечелва номинацията.
На общите избори Картър стартира с голяма преднина пред президента Джералд Форд, от части и заради обществения гняв от амнистията, предоставена на Никсън от Форд. Президентът методично намалява преднината в проучванията дори и след като Картър печели телевизионните дебати, смята се, че това се дължи на факта, че Картър не е добре познат политик. Той се превръща в първия претендент от Дълбокия юг, избран за президент от 1848 г. насам. Той печели с 50,1 % от подадените гласове и е едва втория демократ след победата през 1944 г. на Рузвелт, който печели с мнозинство.

## Президентство
Външната политика на администрацията на Картър ще се запомни със следните значителни събития: Кризата със заложниците в Иран; Посредничеството за сключване на мирен договор между Израел и Египет, Договорът със Съветския съюз за ограничаване на стратегическите оръжия (SALT II); Договорите за Панамския канал въз основа на които той е върнат на Панама; Установяването на пълни дипломатически отношения с Китай след като Никсън полага основите; С поставянето в центъра на политиката на човешките права и с енергийната криза. Картър има значително по-малко успехи в националната политика, като успява да предизвика негативни настроения както в своята партия, така и сред опонентите си, най-вече поради нежеланието си да работи с Конгреса. Въпреки това има успех в дерегулацията на няколко индустрии, консолидира екологичните агенции, създава национална енергийна политика и Департамент по енергетиката и образованието, подпомага системата на социалното осигуряване, назначава рекорден брой жени и представители на малцинствата на държавна служба и в съдебната система, въвеждат се строги нормативни разпореждания за защита на околната среда.
Когато пазарът на горива експлодира, събитие което Картър се опива да избегне през своя мандат, той планира да произнесе пет речи на тази тема. Но осъзнава, че американските граждани вече не слушат правителството си с такова внимание, каквото са имали преди Уотъргейт. Вместо това отива в Кемп Дейвид и в продължение десет дни се среща с губернатори, кметове, религиозни лидери, учени, икономисти и обикновени хора. По време на срещите си води бележки и то особено много по темите, за които се чуват критики. Неговите социолози му казват, че американците се сблъскват с криза на вярата поради убийството на Кенеди, Виетнамската война и Уотъргейт. Неговият вицепрезидент, Уолтър Мондейл, твърди, че на реалните проблеми трябва да има реален отговор, а не да се подхожда философски към тях. На 15 юли 1979 г. Картър произнася реч, в която очертава причините за „безпокойството в нацията".
Икономиката се намира в най-тежката рецесия от 30-те години с инфлация и безработица на рекордни нива. Мнозина се надяват на по-вдъхновяващо лидерство след разочарованието от администрацията на Форд. Два дни след речта му, Картър иска оставките на членовете на целия кабинет и приема пет от тях. По-късно в мемоарите си споделя, че е трябвало да поиска само тези пет оставки, а искането на всички е оставило впечатлението, че целият Бял дом се разпада. Това води дотам, че одобрението му продължава да спада. Той е единственият президент, който служи цял мандат без да назначава нито един съдия във Върховния съд.

### Национална политика
Основният проблем е инфлацията, причинена от високите правителствени разходи и нарастващите цени на петрола, който е основен източник на енергия за много от националните индустрии. Картър издига Департамента на енергетиката до правителствено ниво. Монтира слънчеви батерии и печки на дърва в Белия дом, които по-късно са махнати от Роналд Рейгън.
Разпространено схващане е, че Картър се явява на публични места или на обръщения към нацията с пуловер, за да насърчи по-малкото ползване на електрическа енергия, в действителност, целта му е създаде по-народен и близък до гражданите образ.
Инфлацията води дотам, че лихвите по заемите достигат рекордни нива – над 12 процента годишно. Бързото нарастване на лихвите води до обезценка на депозитите и е начало на криза в заемите и спестяванията. Инвестициите в инструменти с фиксирана възвръщаемост се оказват по-малко изгодни. Пазарите на държавни книжа се оказват под натиск и Картър назначава Пол Волкър за председател на Федералния резерв, той замества Уилям Милър, който става финансов министър. Волкър предприема действия (повишава лихвите по депозитите), за да забави икономиката и да намали инфлацията, като той смята, че това е задачата му. Той успява, но само в първото, като се стига до изключително неприятната фаза, когато икономиката е забавена и безработицата се е увеличила, без да има намаление на инфлацията. Стагнацията на икономиката (причинена от повишената безработица) в комбинация с високата инфлация се нарича „стагфлация“ и е безпрецедентно състояние за американската икономика.
Доста по-успешно Картър се справя с подобряване на социалното осигуряване и назначава рекорден брой жени и представители на малцинствата (чернокожи, испанци и др.) на държавни и юридически позиции. Картър въвежда строго законодателство за защита на околната среда.

### Външна политика
Картър първоначално изоставя традиционната политика на „въздържане“ спрямо Съветския съюз, първоначално формулирана в „Доктрината Труман“ и след това възприета от всички последващи президенти – демократи и републиканци. За сметка на това Картър обявява, че човешките права ще са основата на неговата дипломация. Това е опит да се скъса с традицията, идващи от няколко негови предшественици, при която нарушенията на човешките права не се забелязват, ако са извършени от нация, която е съюзник на САЩ. Администрацията на Картър спира традиционната американска поддръжка за правителството на Анастасио Сомоса Дебайле в Никарагуа и предоставя милиони долари под формата на помощ на новото правителство, дошло на власт след преврат на сандинистите.
Картър продължава политиката на своите предшественици за прилагане на санкции на Родезия и след като епископ Абел Музорева е избран за министър-председател протестира, че марксистът Роберт Мугабе е изключен от изборите. Силният натиск от страна на Обединеното кралство и САЩ води до нови избори в държавата Зимбабве-Родезия. Картър е известен със своята критика към Алфредо Стреснер, Аугусто Пиночет и правителствената политика на апартейд в ЮАР.
Картър продължава политиката на Ричард Никсън за „нормализация“ на отношенията с Китай като установява пълни дипломатически и търговски отношения. Успява да убеди Сената да ратифицира договорите за Панамския канал, въз основа на които той е върнат на Панама, което помага за отношенията с Латинска Америка.
Най-важното постижение на Картър по време на неговия мандат са Споразуменията от Кемп Дейвид. Това е мирен договор между Израел и Египет, за който президентът Картър е посредничил. Той кани министър-председателя на Израел Менахем Бегин и египетския президент Ануар Садат в Кемп Дейвид, за да водят преговорите. По едно време Садат иска да се връща у дома, Картър го информира, че по този начин обижда приятел и това може да доведе до увреждане на отношенията между двете страни и лично и така го разубеждава. В друг момент Бегин е твърд в желанието си да си отиде у дома, но Картър подписва собствените си фотографии и ги праща на внуците на Бегин. Така израелският министър-председател се съгласява да остане, защото иска мир за своите внуци и за всички бъдещи поколения.
Основният конфликт между принципа за човешките права и интересите на САЩ настъпва, когато Картър трябва да се справи с шаха на Иран. Шахът е твърд съюзник на САЩ още от времето на Втората световна война и един от основните съюзници, с чиято подкрепа се изгражда американската политика за Близкия изток. Но неговото управление е силно автократично. Въпреки че Картър счита Шаха за мъдър и ценен лидер, когато избухва народно въстание в страната му, американската администрация не се намесва. Шахът е заловен и изпратен в изгнание и мнозина смята, че липсата на подкрепа от Вашингтон е причината за бързата загуба на властта.
През 1979 г. Картър позволява от хуманитарни съображения Шах Мохамед Реза Пахлави да дойде в САЩ за политическо убежище и за медицинско лечение. В отговор на това настъпва криза, след като ирански милиции завземат американското посолство в Техеран и вземат над 100 души заложници. Исканията на терористите са следните: 1) връщане на шаха, за да бъде изправен на съд; 2) връщане на имуществото на шаха на иранския народ; 3) признание на вината на САЩ за минали намеси в Иран и извинение и 4) обещание от страна на САЩ да не се намесва в бъдещето на Иран. Въпреки че по-късно шахът напуска САЩ и умира в Египет, кризата със заложниците в Иран продължава и доминира последната година от президентството на Картър. Неуспешната му стратегия за решаване на проблема често се смята за причина за загубата на изборите през 1980 г.
Изборите през 1980 г. дори не са оспорвани, Картър успява да спечели едва шест щата, 49 електорални гласа и 41% от подадените гласове. Мнозина политически анализатори твърдят, че Картър се представя лошо на дебатите с Рейгън, който като че ли си прави подигравка с президента, дори в един момент казва „ето че пак почва“ (there you go again). Картър сам си утежнява положението на дебатите, когато споделя, че търси съвет от дъщеря си за най-важните проблеми в света и тя казва, че това е ядреното разоръжаване, макар и това да е истина, този факт често се използва, за да се правят шеги с него.
Въпреки че екипът на Картър успешно преговаря с похитителите за освобождаване на заложниците, договорът за освобождаване е подписан на 19 януари 1981 г. едва след избирането на Роналд Рейгън. Заложниците са държани 444 дена и тяхното освобождаване става минути след като Картър напуска офиса, Рейгън моли Картър да лети до Германия, за да посрещне заложниците.
През 1979 г. СССР напада Афганистан след като е извършен преврат срещу просъветското правителство през 1978 г. След инвазията Картър обявява доктрината Картър – САЩ няма да позволи външна страна да поеме контрола над Персийския залив. Сделката със зърно между САЩ и СССР, договорена от Никсън с цел намаляването на напрежението в Студената война, е анулирана и това се отразява негативно в икономическо отношение. Картър забранява на американските спортисти да участват в Олимпийските игри в Москва и възстановява наборната служба. Картър и Збигнев Бжежински стартират инициатива в размер на 40 милиарда долара за обучение на ислямски фундаменталисти в Афганистан и Пакистан, които да се противопоставят на руската инвазия, и това, в дългосрочен план, спомага за разпада на СССР. Критиците на тази политика изтъкват невъзможността на постсъветските афгански правителства да управляват страната, което води до израстването на ислямски теокрации в региона.

## Полемики
- Членовете на администрацията на Рейгън, както и президентът на Иран от 1980 г. потвърждават за наличието на тайно споразумение между екипа на Рейгън и иранците (договореностите са направени от Джордж Хърбърт Уокър Буш), което разрушава постигнатото съгласие между администрацията на Картър и терористите, което е щяло да доведе до освобождаването на заложниците месеци преди изборите. Хората около Рейгън са смятали, че втори опит за освобождаване на заложниците или постигане на сделка на дипломатическо ниво ще доведе до „октомврийска изненада“ за изборите.
- През 1977 г. Картър твърди, че няма нужда от извинение пред виетнамския народ за вредите и страданията, причинени от Виетнамската война, защото „разрушението беше взаимно“.
- Някои обвиняват Картър, че е наредил прикриването на събитията около разтапянето на ядрения реактор на Трий Майл Айлънд.
- Той е критикуван за това, че не е направил достатъчно за налагане на принципите на човешките права в световен мащаб, защото продължавал поддръжката за правителството на Индонезия, въпреки че то е било обвинено в прилагане на геноцид в Източен Тимор.

## Годините след президентството (1981 – 2024)
След неуспешния опит за преизбирането му, Картър се включва в множество случаи на оформяне на националната политика, решаване на конфликти, защита на човешките права и в много благотворителни каузи. Той основава Центъра Картър година след напускане на длъжността и го съ-председателства заедно с жена си Розалин. Центърът се фокусира върху поддръжката в световен мащаб на здравното обслужване. Той и членовете на центъра често се включват в наблюдаване на изборните процеси и подкрепят провеждането на честни избори.
Картър е третият президент след Теодор Рузвелт и Удроу Уилсън, който получава Нобелова награда за мир. В своята реч по приемането ѝ Картър казва, че действията на САЩ след нападението на СССР над Афганистан, войната в Персийския залив и НАТО само по себе си, са продължение на идеята на президента Уилсън за „колективна сигурност“.
След напускането на поста Картър е написал над 20 книги. През 1994 г. той отива в Северна Корея по поръка на президента Бил Клинтън по време на период на нарастващо напрежение на Корейския полуостров, което е причинено от изгонването от Северна Корея на инспекторите на МАГАТЕ и страната заплашва да произведе ядрено оръжие. Картър се среща със Севернокорейския президент Ким Ир Сен и се стига да до подписването на споразумение, въз основа на което севернокорейците се съгласяват да спрат обогатяването на уран, а в замяна ще получат доставки на петрол и два реактора с лека вода, които да заменят графитните реактори. Въпреки че споразумението договорено от Картър е оценено от всички като голям дипломатически успех, по-късно става ясно, че въпреки поетите обещания Северна Корея няма намерение да спре програмата си за развитие на ядрените си оръжия. През 2005 г. Северна Корея обявява, че притежава ядрени оръжия.
През 2001 г. Картър порицава президента Клинтън за противоречивата му амнистия на бизнесмена Марк Рич, като я нарича „срамна“ и казва, че причината за нея е може би фактът, че Рич е предоставил 520 милиона долара на Демократическата партия.
Картър посещава Куба през май 2002 година, като се среща с Фидел Кастро и така става първият президент на САЩ (независимо дали действащ или бивш), който посещава острова след революцията от 1959 г.
През 2004 г. Картър порицава Тони Блеър и Джордж У. Буш за започването на безсмислена война, базирана на „лъжи и заблуди“ в желанието си да махнат Саддам Хюсеин. Той казва, че по-доброто оценяване на фактите от страна на Блеър е изтикано настрана от желанието на Буш да довърши войната, започната от баща му.
Не всички усилия на Картър му печелят аплаузи в Белия Дом. Президентите Бил Клинтън, Джордж Х. У. Буш и Джордж У. Буш казват, че не са особено въодушевени от действията на Картър на своя глава в Ирак. Критиците твърдят, че усилията му са искрени и имат добри намерения, но той е наивен и лесно бива манипулиран от другите, по-безскрупулни лидери.
През лятото на 2015 г. бившият президент съобщава, че му е открит тумор в мозъка. На 6 декември 2015 г. той обявява, че се е излекувал напълно.
На 20 януари 2017 г. Картър става първият президент на САЩ, който е все още жив на 40-ата годишнина от встъпването си в длъжност през 1977 г. Освен това на същия ден става и най-възрастният президент присъствал на встъпване в длъжност (на 92 години).
На 7 септември 2017 г. Картър заедно с останалите бивши президенти Буш-баща, Клинтън, Буш-син и Обама основават фондация с която да се подпомогнат жертвите от ураганите „Харви“ и „Ирма“.
На 1 октомври 2017 г. Картър става четвъртият президент достигнал до 93-годишна възраст.
Предишните трима са Роналд Рейгън роден на 6 февруари 1911 г. и починал на 5 юни 2004 година, Джералд Форд роден на 14 юли 1913 г. и починал на 26 декември 2006 година и Джордж Буш-старши на 12 юни 1924 г. и починал на 30 ноември 2018 г.
На 16 март 2018 г. на 93 години и 166 дни Картър надживява президента Джералд Форд, като става вторият президент след Джордж Буш-старши подобрил рекорда на Форд.
След смъртта на Барбара Буш на 17 април 2018 г. Картър и съпругата му Розалин стават най-дълго живеещата президентска двойка на Съединените щати, като са женени от 7 юли 1946 г.
На 1 октомври 2018 г. Картър става вторият президент на САЩ, след Джордж Буш-старши, навършил 94-годишна възраст.
След смъртта на Джордж Буш-старши на 30 ноември 2018 г. Джими Картър става най-възрастният жив бивш президент на страната (на 94-годишна възраст към онзи момент). На 22 март 2019 г. подобрява рекорда на Буш-старши от 94 години и 171 дни като най-дълго живял американски президент.
На 1 октомври 2019 г. Картър става първият президент на САЩ, навършил 95-годишна възраст. На 17 октомври 2019 г. Джими Картър и съпругата му Розалин стават най-дълго живялата президентска двойка в историята на САЩ от 73 години и 101 дни.
Картър по-късно ще стане първият президент на САЩ навършил 96, 97, 98, 99 и 100 години.
На 20 януари 2021 г. Картър стана първият президент на САЩ, който е все още жив на 40-ата годишнина от оттеглянето си от длъжност през 1981 г.

## Оттегляне от обществения живот и смърт
Той е най-дълго живелият президент след напускането на поста (от 20 януари 1981 г. до смъртта си на 29 декември 2024 г.) или 43 години, 344 дни. Преди него рекордът е държан от Хърбърт Хувър, който е живял 31 години след напускането на президентския пост.
На 18 февруари 2023 г. Центъра Картър излиза със съобщение, че президента Картър, че ще получава хосписно лечение в дома си с цел, да бъдат облекчени болките и страданията в оставащото му време живот и заради здравословните му проблеми през последното десетилетие. 3 месеца по-късно на 30 май 2023 г. е обявено, че съпругата му Розалин е диагностицирана с деменция. Съпругата му Розалин започва да получава хосписно лечение на 17 ноември 2023 г. и умира два дни по късно на 19 ноември 2023 г. на 96-годишна възраст.
На 1 октомври 2024 г. Картър става първият президент на САЩ, навършил 100-годишна възраст.
На 29 декември 2024 г. Картър умира на 100 годишна възраст в дома си в родния си град Плейнс, Джорджия като най-дълго живелият президент на САЩ и единственият достигнал до 100 години.
След смъртта му 46-ият президент Джо Байдън става най-възрастният жив президент на страната.

## Разни
- На 14 октомври 1978 г. подписва първия закон, който легализира домашното производство на бира и вино;
- Той е първият президент, който прави публично изявление в подкрепа на правата на гейовете. В Калифорния, в края на 70-те години, е предложен закон, който ще забрани на гейовете и лесбийките да работят в общинските училища. В своята реч Картър призовава избирателите да отхвърлят закона. Индиректно, бившият губернатор на Калифорния Роналд Рейгън, подкрепя закона. По време на своята кампания Картър се зарича да се противопоставя на дискриминация на основа сексуална ориентация.
- Джими Картър е имал уникална памет и е можел да чете 2000 думи на минута. Това прави средно по 33 думи на секунда.
- От 7 юли 1946 г. до 19 ноември  2023 г. или 77 години 135 дни продължава бракът му с Розалин Картър. Заедно имат 4 деца (3 синове и 1 дъщеря), 9 внуци (7 внуци и 2 внучки) и 7 правнуци (4 правнуци и 3 правнучки). Един от внуците му умира през 2015 г. На 19 ноември 2023 г. съпругата му Розалин умира на 96-годишна възраст.
- Картър е първият президент на САЩ живял до 100 години.
- Картър е първият президент на САЩ живял повече от 40 години след оттеглянето си (43 години 344 дни).

## Външни източници
- ((en)) James Carter White House biography Архив на оригинала от 2018-09-21 в Wayback Machine.
- ((en)) Inaugural Address of Jimmy Carter Архив на оригинала от 2006-09-26 в Wayback Machine. via re-quest.net
- ((en)) Audio recordings of Carter's speeches Архив на оригинала от 2006-04-09 в Wayback Machine., via Michigan State University
- ((en)) Nobel lecture, Осло, Норвегия (10 декември 2002)
  - ((en)) Nobel Prize for Carter Архив на оригинала от 2006-05-16 в Wayback Machine.
- ((en)) About the malaise speech Архив на оригинала от 2007-01-27 в Wayback Machine., via PBS
  - ((en)) The malaise speech text Архив на оригинала от 2011-01-18 в Wayback Machine., via PBS
- ((en)) The U.S. President was here – about Carterpuri, a village in Haryana, India named after President Carter
- ((en)) Instruments of Statecraft: U.S. Guerilla Warfare, Counterinsurgency, and Counterterrorism, 1940 – 1990 Chap. 3 The Carter Years
- ((en)) Carter's hand written UFO sighting report of 1969 Архив на оригинала от 2007-03-12 в Wayback Machine.